# SP-39
A SP-39 é uma rodovia transversal do estado de São Paulo, administrada pelo Departamento de Estradas de Rodagem do Estado de São Paulo (DER-SP).

## Denominações
Recebe as seguintes denominações em seu trajeto:
Nome:	Cândido do Rego Chaves, Engenheiro, Rodovia	
- De - até:	Jundiapeba - Taiaçupeba
- Legislação: LEI 6.917 DE 26/06/90

## Descrição
A rodovia liga os distritos mogicruzenses de Jundiapeba e Taiaçupeba, no estado de São Paulo. Tem a denominação oficial de Rodovia Engenheiro Cândido do Rego Chaves, mas também é conhecida como Avenida Presidente Altino Arantes (no perímetro urbano), Estrada das Varinhas ou Rodovia Mogi-Quatinga (pois dá acesso ao bairro) e tem 18 quilômetros de extensão totalmente pavimentados. Possui grande importância na região, sendo utilizada por moradores de áreas rurais e também por caminhões oriundos de empresas e propriedades agrícolas que estão em seu perímetro.
A rodovia é uma das mais perigosas na região, por isso estão sendo feitas obras de melhoria. Estão previstas a implantação de acostamentos, quatro rotatórias e a recuperação do asfalto da rodovia. Além disso, estão previstas a construção de calçadas onde estão localizados os pontos de ônibus, a iluminação de todos os trechos da rodovia, e a pavimentação todo o acostamento da rodovia.
Os idealizadores desta obra pretendem que esta rodovia se torne parte de uma espécie de "Anel Viário" de Mogi das Cruzes, além dessa obra está prevista o alargamento da "Avenida Central" que corta o bairro Parque das Varinhas, a melhoria da "Estrada do Aroeira", e a melhoria da "Estrada do Rio Grande" até a "Avenida Japão", assim há uma maior facilidade para os moradores do Parque da Varinhas que querem ir ao centro do município. A obra custará 20 milhões de reais.
Principais pontos de passagem: SP 066 (Jundiapeba) - SP 043 (Taiaçupeba)

## Características

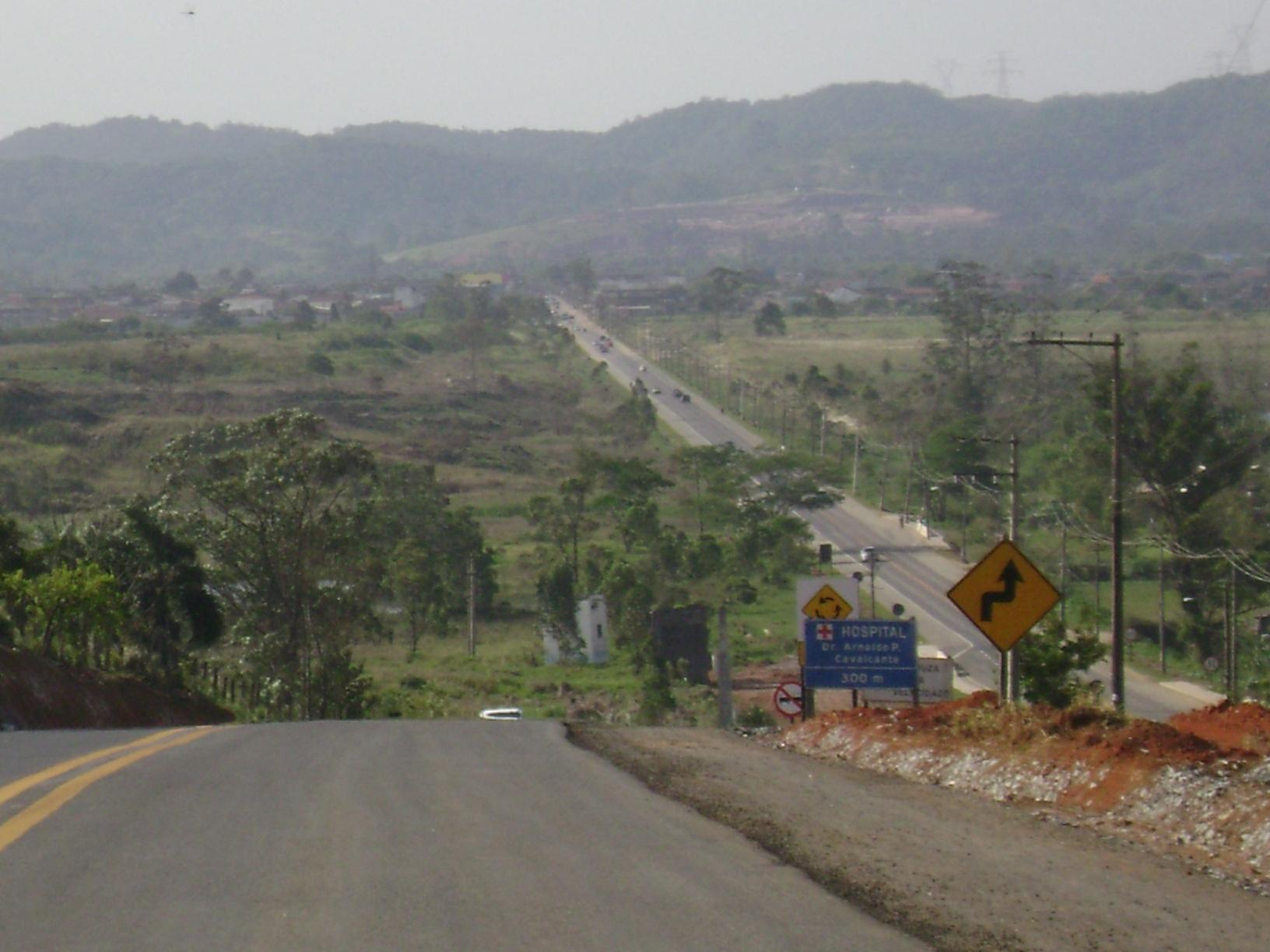
Trecho da SP-39 em Jundiapeba.

### Extensão
- Km Inicial: 45,400
- Km Final: 62,100

### Localidades atendidas
- Mogi das Cruzes
- Jundiapeba
- Taiaçupeba